# Ruth Weber (Illustratorin)
Ruth Weber (* 7. Dezember 1930 in Zeulenroda) ist eine deutsche Gebrauchsgrafikerin und Illustratorin.

## Leben und Werk
Ruth Weber absolvierte die Oberschule, machte das Abitur und studierte von 1950 bis 1953 Gebrauchsgrafik an der Fachschule für angewandte Kunst Erfurt und von 1955 bis 1957 an der späteren Fachschule für Werbung und Gestaltung Berlin-Hohenschönhausen. Von 1957 bis 1970 arbeitete sie als wissenschaftliche Grafikerin am Institut für Agrarmeteorologie der Karl-Marx-Universität Leipzig. Danach war sie in Leipzig als freischaffende Illustratorin, vor allem als Pflanzenzeichnerin, für das Bibliografische Institut Leipzig und den Urania-Verlag Leipzig/Berlin/Jena tätig. Von ihr illustrierte Bücher wurden auch nach der deutschen Wiedervereinigung als Lizenzausgaben wieder aufgelegt.
Ruth Weber war von 1964 bis 1990 Mitglied des Verbands Bildender Künstler der DDR. Sie wurde u. a. mehrfach im Wettbewerb Schönste Bücher der DDR ausgezeichnet und erhielt gemeinsam mit ihrem Ehemann Heinz Weber (1929–1976) für die Gestaltung und die Illustration des populären Buchs Heilpflanzen gestern und heute 1984 auf der Internationalen Buchkunst-Ausstellung eine Silbermedaille und einen Ehrenpreis des Ministeriums für Wissenschaft und Technik.

## Weitere von Ruth Weber illustrierte Bücher (unvollständig)
- Werner Hempel, Hans Schiemenz: Unsere geschützten Pflanzen und Tiere. Geschützte Pflanzen und Tiere der DDR. Urania, 1978
- Gerhard Dietrich u. a.: Jugendlexikon Biologie. Bibliographisches Institut Leipzig, vor 1984 (mit weiteren Illustratoren)
- Karl Hiller, Günter Bickerich: Giftpflanzen. Urania-Verlag, 1988
- Ruth Weber: Guten Morgen, schwarzer Rabe. edition bodoni, 2014 (Kinderbuch)
- Ruth Weber: Wenn die Wiese blüht. edition bodoni, 2021 (Kinderbuch)

## Ausstellungen (unvollständig)

### Einzelausstellungen
- 2019: Schellerhau, Botanischer Garten („Die besondere Rolle der Pflanzenzeichner gestern und heute“; mit Christa Stephan und Heinz Weber)

### Teilnahme an zentralen und wichtigen regionalen Ausstellungen in der DDR
- 1972 bis 1988: Dresden, VII. bis X. Kunstausstellung der DDR
- 1974, 1979 und 1985: Leipzig, Bezirkskunstausstellungen
- 1979: Berlin, Ausstellungszentrum am Fernsehturm („Die Buchillustration in der DDR. 1949 – 1979“)